# Galeriegrab von Hiddingsen

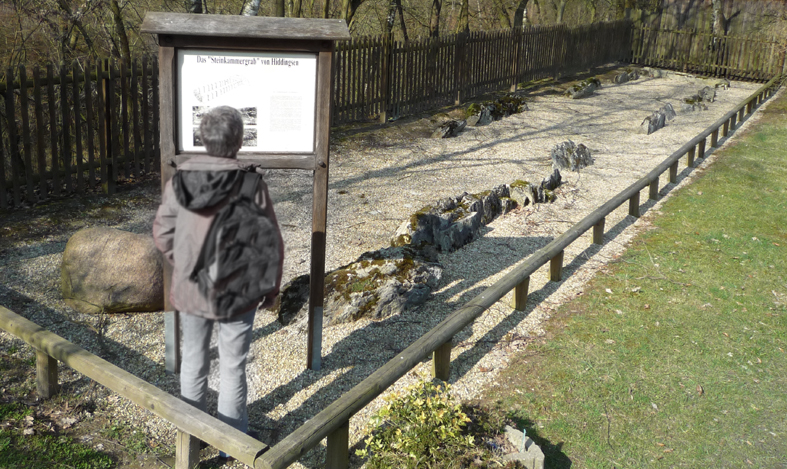
Das Galeriegrab von Hiddingsen

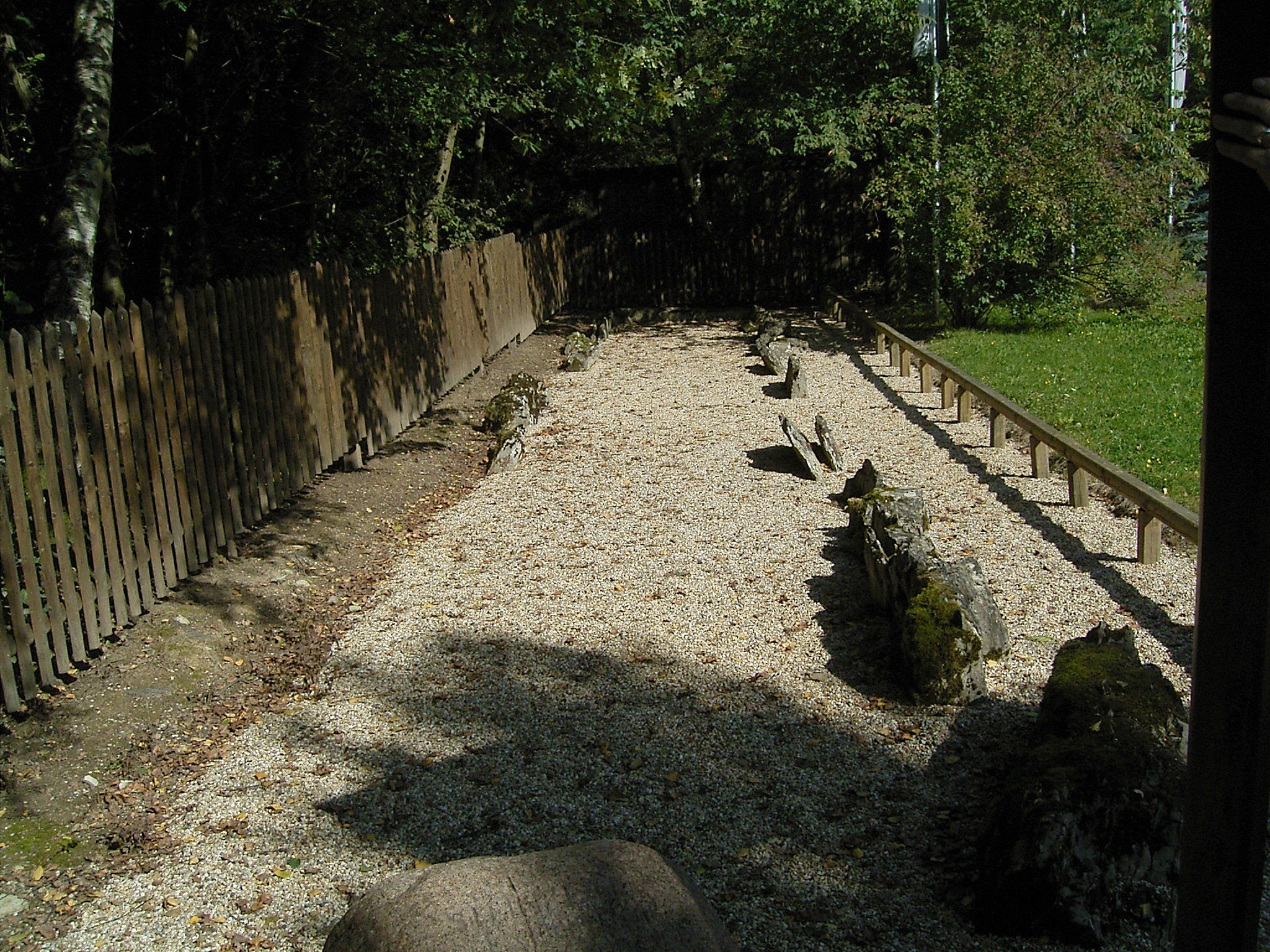
Das Galeriegrab von Hiddingsen

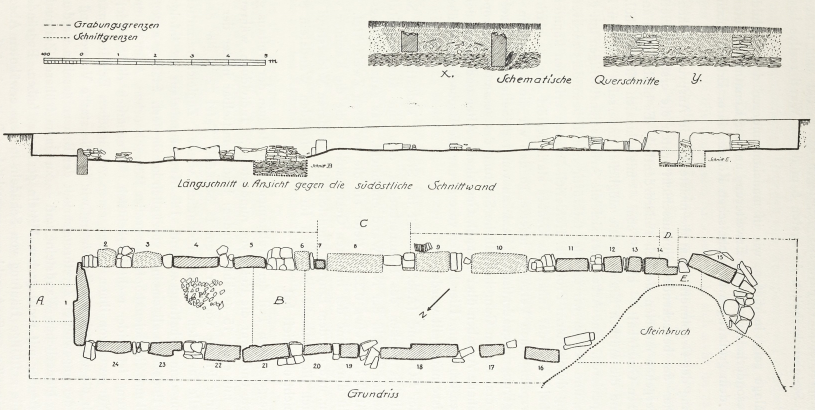
Grundriss und Schnittzeichnungen des Grabes

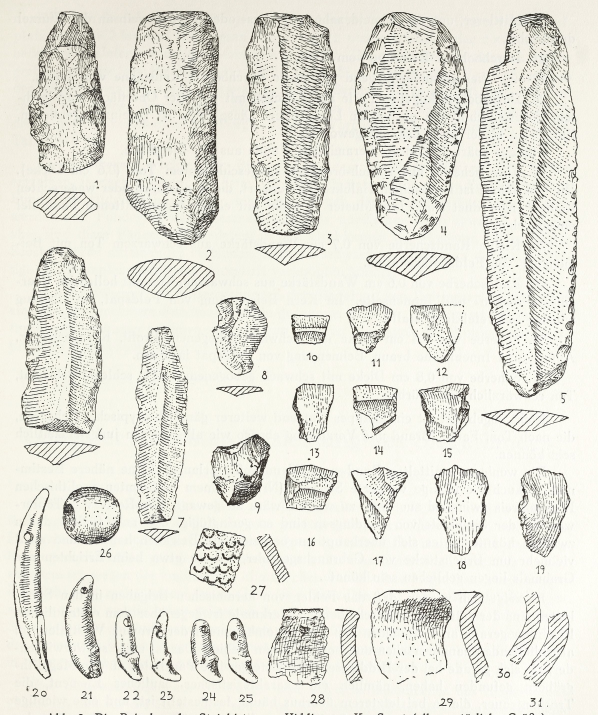
Funde aus dem Grab

Das Galeriegrab von Hiddingsen (auch „Steinkammergrab“ oder „Steinkiste“ genannt) wurde 1934 bei Steinbrucharbeiten in der Nähe von Hiddingsen (Stadt Soest/NRW) entdeckt und unter Leitung von Walter Rolf Lange ausgegraben.
In dem etwa 16,8 × 2,8 × 2,0 m (L×B×H) großen Galeriegrab wurden 98 menschliche Skelette geborgen.
Datiert wird das Grab auf etwa 3000 v. Chr. Die Anlage wird mit der Trichterbecherkultur (TBK) in Verbindung gebracht. Der an der Südwestecke stark beschädigten Megalithanlage fehlen fünf Steine auf der Südostseite. Ansonsten sind 17 Steine erhalten von denen zwei, darunter der nordöstliche Endstein, besonders groß sind.
Die Funde von Hiddingsen und Schmerlecke finden besondere Berücksichtigung im Rahmen des „Wegs der großen Steine“ der westfälischen Etappe der „European Route of Megalithic Culture“, eines Kulturwegs des Europarats.

## Belege
1. ↑  Ingo Pfeffer und Kerstin Schierhold: Das Galeriegrab von Soest-Hiddingsen, Kreis Soest (PDF)
2. ↑  Vera Brieske/Lea Kopner: Galeriegräber der Soester Gruppe: Etappen der Europäischen Kulturstrasse(sic!) Megalithic Routes. In: Soester Zeitschrift, Heft 134, S. 9–18; vgl. auch Blog der Altertumskommission des LWL mit Hinweisen zum Aufbau der Route (Seite nicht mehr abrufbar, festgestellt im März 2025. Suche in Webarchiven)  Info: Der Link wurde automatisch als defekt markiert. Bitte prüfe den Link gemäß Anleitung und entferne dann diesen Hinweis., abgerufen am 11. Dezember 2023